# Oxyopes algerianus
Oxyopes algerianus är en spindelart som först beskrevs av Charles Athanase Walckenaer 1842.  Oxyopes algerianus ingår i släktet Oxyopes och familjen lospindlar. Inga underarter finns listade i Catalogue of Life.